# Óblast de Imericia
La óblast de Imericia fue una división territorial del Imperio ruso que existió entre 1811 y 1840. Incluía 6 distritos: Kutaisi, Vakinsky (ahora Vani), Racha, Sachjere, Chiatura y Bagdati. La capital era la ciudad de Kutaisi. Fue establecido una vez que fue anexado el antiguo reino de Imericia por parte de Rusia. En 1840 la óblast de Imericia se convirtió en parte de la gobernación de Georgia-Imericia.